# Silly Symphonies
Silly Symphonies (Snurriga Symfonier) är en serie av 75 amerikanska animerade kortfilmer, producerade av Walt Disney Productions under åren 1929 till 1939. Till skillnad från Disneys andra kortfilmsserie under 1930-talet, Musse Pigg, bestod Silly Symphonies huvudsakligen av helt fristående filmer, utan återkommande figurer.
Kalle Anka syntes för första gången i Silly Symphonies-filmen Den kloka hönan från 1934. Andra filmer i serien är I jultomtens verkstad som varje år visas i SVT:s Kalle Anka och hans vänner önskar God Jul, Mamma Pluto (Plutos första egna film), och filmerna om Stora Stygga Vargen och Tre små grisar. Ett flertal filmer bygger också på Aisopos fabler, och det var i en Silly Symphonies-film som Lille Hiawatha, känd från bland annat Kalle Anka & C:o, gjorde sin debut.
Filmserien kom också att inspirera, såväl till namn som innehåll, Disneys konkurrenter till att påbörja nya serier; framför allt kan nämnas Merrie Melodies (producerad 1931–1969) från Leon Schlesinger Productions/Warner Bros., Happy Harmonies (1934–1938) från Harman-Ising Pictures/MGM, Color Classics (1934–1940) från Fleischer Studios/Paramount Pictures, Cartune Classics (1934–1942) från Walter Lantz Studios/Universal Pictures och Color Rhapsodies (1934-1949) från Screen Gems/Columbia Pictures.
Utöver filmserien levde Silly Symphonies även ett framgångsrikt liv som tecknad serie.

## Filmer
De första filmerna i serien fick premiär 1929, året efter Musse Piggs första filmer på allvar hade börjat att ge Disneybolaget luft under vingarna. Tillsammans med Walt Disney själv var filmmusikkompositören och -arrangören Carl W. Stalling den som bidrog mest till seriens tillkomst. Stalling hade legat bakom musiken till flera av de första Musse-filmerna, men kände sig begränsad av att arbetet med musiken i så stor utsträckning styrdes av filmernas handling. Lösningen blev Silly Symphonies-serien, där man istället jobbade i motsatt riktning - här kom varje films händelseförlopp att styras av musiken. Disneys animatörer fick ta del av ett musikstycke, ofta ett välkänt klassiskt sådant, och sedan skapa en historia utefter detta. Snart kom även lyrikstycken att bilda basen för filmernas handling.
Under de första åren producerade Silly Symphonies-filmerna, i likhet med alla samtida animerade kortfilmer, i svartvit. 1932 premiärvisades dock filmen Morgonstämning, historiens första kommersiella film i färg,[källa behövs] som senare samma år också vann historiens första Oscar i klassen "Animerad kortfilm", ett pris som Silly Symphonies-serien kom att ta hem varje år fram till seriens nedläggning 1939.
Silly Symphonies-filmerna kom också att utgöra plattformen för Disneys animatörer att experimentera med nya animationstekniker och -modeller. Bland annat var det i dessa filmer som man utvecklade sina färdigheter i realistisk animation, vilka så småningom ledde fram till den första amerikanska animerade långfilmen: Snövit och de sju dvärgarna. 1940, året efter att man lagt ned Silly Symphonies-serien, hade långfilmen Fantasia premiär, och samtliga episoder i denna film bygger på Silly Symphonies-konceptet.

## Som tecknad serie
1932 blev Silly Symphonies även tecknad serie – den 10 januari hade söndagsidesserien Silly Symphonies premiär i amerikanska dagstidningar. Bland de figurer som gjorde gjorde sina seriepremiärer i denna serie märks Kalle Anka (1934), Lille Hiawatha, José Carioca, Tre små grisar och den i Sverige i det närmaste helt okände Sigge Småkryp (Bucky Bug), som var den första bland Disneys återkommande figurer som inte föddes som filmfigur.
Serien höll i sig i tjugo år, innan den lades ned 1951. Året efter – 1952 – började det amerikanska förlaget Dell Comics ge ut Silly Symphonies som serietidning. Utgivningstakten var dock långsam – när titeln lades ned 1959 hade endast nio nummer getts ut.

## På TV
Precis som Disneys övriga kortfilmer visas Silly Symphonies-filmerna både på Disney Channel och dess systerkanaler, och på SVT:s Disneydags. Dessutom producerades fem nya filmer för de animerade TV-serierna Musses verkstad och Hos Musse, under åren 1999 till 2003. I den svenska dubbningen har dessa filmer kommit att få rubriken "Snurriga Symfonier".